# Die Farbe Lila (Roman)
Die Farbe Lila (Originaltitel: The Color Purple) ist ein Briefroman der US-amerikanischen Schriftstellerin Alice Walker aus dem Jahr 1982.
Das lebensumspannende Melodram spielt in der ersten Hälfte des 20. Jahrhunderts im ländlichen Georgia und thematisiert die damalige gesellschaftliche Stellung und die Lebensbedingungen afro-amerikanischer Frauen in den Südstaaten der USA. Dabei behandelt der Roman insbesondere die Themen Inzest, patriarchale Gewalt und lesbische Liebe.
Das Werk wurde 1983 mit dem American Book Award sowie dem Pulitzer-Preis ausgezeichnet und im Jahr 1985 von Regisseur Steven Spielberg mit Whoopi Goldberg in der Hauptrolle verfilmt (Die Farbe Lila).

## Handlung
Anfang des 20. Jahrhunderts beginnt die vierzehnjährige Celie, Protagonistin und Ich-Erzählerin der Geschichte, Briefe an Gott zu schreiben, da sie sonst niemanden hat, dem sie ihr Leid anvertrauen kann: Ihr Vater, von der todkranken Mutter zurückgewiesen, zwängt das Mädchen in die Rolle der Ehefrau und missbraucht sie regelmäßig. Um ihre jüngere Schwester Nettie vor ähnlichen Übergriffen zu schützen, wehrt sie sich nicht gegen die Vergewaltigungen und wird zweimal schwanger. Beide Male gibt ihr Vater die Kinder nach der Geburt weg und lässt Celie im Unklaren über ihr Schicksal.
Nach dem Tod der Mutter heiratet der Vater erneut und drängt Celie in die Ehe mit einem völlig fremden, verwitweten Mann, den sie nur „Mr.“ nennt und für den sie fortan den Haushalt führen, seine Kinder erziehen und die Feldarbeit erledigen muss. Auch ihr Ehemann schlägt und missbraucht sie, doch Celie fehlt es an Kraft und Mut, sich gegen die erneute Unterdrückung aufzulehnen. Für kurze Zeit wendet sich Celies Leben zum Besseren, als ihre Schwester Nettie bei ihr Zuflucht vor den Übergriffen des Vaters sucht. Doch es dauert nicht lange und auch „Mr.“ macht sich an Nettie heran. Zu ihrem eigenen Schutz muss Nettie fliehen, doch sie verspricht Celie, regelmäßig zu schreiben. Da Celie aber nichts mehr von ihrer Schwester hört, glaubt sie, dass Nettie tot ist.
Eines Tages bringt „Mr.“ seine Geliebte Shug Avery ins Haus. Celie ist sofort fasziniert von der schönen und selbstbewussten Sängerin. Als Shug krank wird, pflegt Celie sie und die beiden ungleichen Frauen werden Freundinnen. Durch Shug lernt Celie, dass körperliche Liebe nichts mit Gewalt zu tun hat, und sie gewinnt an Selbstachtung. Auf ihrem Weg zur Emanzipation beginnt Celie, für sich und Shug Hosen zu nähen, durch deren Verkauf sie schließlich die finanzielle Unabhängigkeit von „Mr.“ erlangt.
Später entdeckt Celie unzählige Briefe von Nettie, die „Mr.“ vor ihr versteckt hatte, und erfährt aus ihnen, dass Nettie inzwischen mit Celies Kindern bei Missionaren in Afrika lebt. Dank ihres zunehmenden Selbstbewusstseins und Shugs Zuneigung bringt Celie schließlich den Mut auf, ihren Ehemann zu verlassen. Nach dem Tod ihres Vaters erben Celie und ihre Schwester das Elternhaus (wobei sich herausstellt, dass er gar nicht der leibliche Vater war). Nettie kehrt mit den Kindern aus Afrika zurück. Für Celie beginnt nun der glückliche Teil ihres Lebens.

## Rezeption und Verfilmungen
Nach der Verleihung des Pulitzer-Preises wurde Die Farbe Lila zum Bestseller und mit dem Kinostart der gleichnamigen Verfilmung von Steven Spielberg stieg der Roman sogar auf Platz 1 der Verkaufslisten. Allein von Januar bis April 1986 verkaufte sich das Werk vier Millionen Mal.
Der Film Die Farbe Lila kam 1985 in die Kinos und erhielt elf Nominierungen für den Oscar, ging bei der Verleihung jedoch leer aus. 2005 hatte die gleichnamige Musicaladaption am Broadway Premiere. Im Dezember 2023 kam die Musicalverfilmung in die US-amerikanischen Kinos.

## Einzelne Kritiken
„Die Farbe Lila mündet in eine Art sanfter feministischer Utopie: Celie, die ewig Getretene, wird durch die Zuneigung von Frauen gestärkt und fähig, sich aus ihrem häuslichen Gefängnis zu lösen. Ihr großes Vorbild, die Sängerin Shug Avery, vereint Züge moderner, entschlossener Emanzipation mit der traditionellen Selbständigkeit der schwarzen Blues-Interpretinnen.“

„Durch die Wahl des Erzählstils gelingt es Walker, den Leser zur Identifikation mit der Heldin des Romans zu bewegen, ohne sie ihm aufzudrängen.“

## Ausgaben
- Alice Walker: Die Farbe Lila. Aus dem amerikanischen Englisch von Cornelia Holfelder-von der Tann [Neuübersetzung[3]]. Ecco Verlag, Hamburg 2021, ISBN 978-3-7530-0009-1
- Alice Walker: Die Farbe Lila. Aus dem Amerikanischen von Helga Pfetsch. Rowohlt, Reinbek 1984, ISBN 3-499154277 (Reihe „neue frau“)
  - 5. Auflage: Bastei Lübbe Verlag, Bergisch Gladbach 2011, ISBN 978-3-404-92133-1
- Alice Walker: The Color Purple. Harcourt Brace Jovanovich, New York u. a. 1982, ISBN 0-15-119153-0 (engl. Originalausgabe)

## Adaption
- 2022: Die Farbe Lila (Hörbuch, gelesen von Sithembile Menck), Harper Audio, ISBN 978-3-365-00234-6.